# Mallikarjuna Raya
Mallikarjuna Raya (... – 1465) fu un rajah (imperatore) dell'Impero Vijayanagara del sud dell'India, appartenente alla dinastia Sangama.
Mallikarjuna Raya succedette al padre Deva Raya II, che aveva portato la prosperità in tutto l'Impero Vijayanagara consegnandolo ad un'epoca d'oro. Tuttavia, Mallikarjuna Raya, a differenza di suo padre, fu generalmente debole e il suo governo corrotto.
All'inizio del suo regno difese l'impero dagli attacchi dei sultani di Bahamani e del Raja indù del regno di Orissa, ma successivamente subì una serie di sconfitte: i Gajapati conquistarono Rajamahendri nel 1454 e Udayagiri e Chandragiri nel 1463 e i regni Bahamani si impadronirono della maggior parte dell'Impero Vijayanagara nel 1450 avvicinandosi alla capitale, mentre allo stesso tempo i portoghesi arrivavano nell'India meridionale, conquistando molti dei porti sulla costa occidentale dell'Impero.
Questi eventi portarono al declino della dinastia Sangama; Virupaksha Raya II cugino di Mallikarjuna Raya, colse l'occasione per impadronirsi del trono, anche se non riuscì ad imporre un governo migliore.